# Gianni Rodríguez
Pour les articles homonymes, voir Rodríguez.
Gianni Daniel Rodríguez Fernández est un footballeur uruguayen né le 7 juin 1994 à Montevideo. Il évolue au poste d'arrière droit au Danubio FC.

## Palmarès

### En équipe nationale
- Équipe d'Uruguay des moins de 17 ans
  - Deuxième du Championnat des moins de 17 ans de la CONMEBOL en 2011
  - Finaliste de la Coupe du monde des moins de 17 ans en 2011